# Термоядерный ракетный двигатель
Термоядерный ракетный двигатель (ТЯРД) — перспективный ракетный двигатель для космических полётов, в котором для создания тяги предполагается использовать истечение продуктов управляемой термоядерной реакции или рабочего тела, нагретого за счёт энергии термоядерной реакции.
Идея создания ТЯРД появилась практически сразу после осуществления первых термоядерных реакций (испытаний термоядерных зарядов). Одной из первых публикаций по теме разработки ТЯРД явилась изданная в 1958 году статья Дж. Росса. 
В настоящее время ведутся теоретические разработки таких видов двигателей (в частности, на основе лазерного термоядерного синтеза; исходя из расчетных характеристик ТЯРД, такие двигатели смогут обеспечить создание скоростного и эффективного межпланетного транспорта для освоения Солнечной системы) и в целом — широкие практические исследования в области управляемого термоядерного синтеза. Существуют твёрдые теоретические и инженерные предпосылки для осуществления такого типа двигателя в обозримом будущем. Однако реальные образцы ТЯРД в настоящее время ещё не созданы.

## Принцип работы и устройство ТЯРД
В настоящее время предложены три варианта конструкции ТЯРД:

### ТЯРД на основе термоядерного реактора с магнитным удержанием плазмы
В первом случае принцип действия и устройство ТЯРД выглядят следующим образом: основной частью двигателя является реактор, в котором происходит управляемая реакция термоядерного синтеза. Реактор представляет собой полую «камеру» цилиндрической формы, открытую с одной стороны, т. н. установку термоядерного синтеза схемы «открытая ловушка» (также именуемую «магнитная бутылка» или пробкотрон). «Камера» реактора вовсе не обязательно (и даже нежелательно) должна быть цельно-герметичной, скорее всего она будет представлять собой легкую размеростабильную ферму, несущую катушки магнитной системы. В настоящее время наиболее перспективной считается схема т. н. «амбиполярного удержания» или «магнитных зеркал» (англ. tandem mirrors), хотя возможны и другие схемы удержания: газодинамические ловушки, центробежное удержание, обращенное магнитное поле (FRC). 
По современным оценкам, длина реакционной «камеры» составит от 100 до 300 м при диаметре 1—3 м. 
В камере реактора создаются условия, достаточные для начала термоядерного слияния компонентов выбранной топливной пары (температуры порядка сотен миллионов градусов, факторы критерия Лоусона). Термоядерное топливо — предварительно нагретая плазма из смеси топливных компонентов — подаётся в камеру реактора, где и происходит постоянная реакция синтеза. Генераторы магнитных полей (магнитные катушки той или иной конструкции), окружающие активную зону, создают в камере реактора поля большой напряжённости и сложной конфигурации, которые удерживают высокотемпературную термоядерную плазму от соприкосновения с конструкцией реактора и стабилизируют происходящие в ней процессы. Зона термоядерного «горения» (плазменный факел) формируется по продольной оси реактора. Полученная плазма, направляемая магнитными управляющими системами, истекает из реактора через сопло, создавая реактивную тягу.
Следует отметить возможность многорежимности ТЯРД. Путём впрыска в струю плазменного факела относительно холодного вещества можно резко повысить общую тягу двигателя (за счет снижения удельного импульса), что позволит кораблю с ТЯРД эффективно маневрировать в гравитационных полях массивных небесных тел (например, больших планет) где зачастую требуется большая общая тяга двигателя.
По общим оценкам, ТЯРД такой схемы может развивать тягу от нескольких килограммов вплоть до десятков тонн при удельном импульсе от 10 тыс. сек до 4 млн сек. (для сравнения, показатель удельного импульса наиболее совершенных химических ракетных двигателей — порядка 450 сек).

### ТЯРД на основе систем инерционного синтеза (импульсный термоядерный реактор)
Двигатель второго типа — инерционный импульсный термоядерный двигатель. В реакторе такого двигателя управляемая термоядерная реакция проходит в импульсном режиме (доли мкс, с частотой 1—10 Гц), при периодическом обжатии и разогреве микромишеней (топливных «таблеток»), содержащих термоядерное топливо. Первоначально предполагалось использовать лазерно-термоядерный двигатель (ЛТЯРД). Такой ЛТЯРД предлагался, в частности, для межзвёздного автоматического зонда в проекте «Дедал». Его основой и был реактор, работающий в импульсном режиме. В сферическую камеру реактора подаётся топливная таблетка с термоядерным топливом (например, дейтерий и тритий) — сложная конструкция сфер из смеси замороженных топливных компонентов в оболочке диаметром несколько миллиметров. На внешней части камеры находятся мощные — порядка сотен тераватт — лазеры, наносекундный импульс излучения которых через оптически прозрачные окна в стенах камеры попадает на топливную таблетку. При этом на поверхности топливной таблетки создается зона с температурой более 100 млн. градусов при давлении в миллионы атмосфер — условия, достаточные для начала термоядерной реакции. Происходит термоядерный микровзрыв мощностью в несколько сотен килограммов в тротиловом эквиваленте. Частота таких взрывов в камере в проекте «Дедал» — порядка 250 в секунду, что требовало подачи топливных мишеней со скоростью более 10 км/с при помощи электромагнитной пушки. Расширяющаяся плазма вытекает из открытой части камеры реактора через сопло соответствующей конструкции, создавая реактивную тягу.
На сегодняшний день уже теоретически и практически доказано, что лазерный метод обжатия и разогрева топливных таблеток — тупиковый путь: невозможно построить лазеры такой мощности с достаточным ресурсом. Поэтому в настоящее время для инерциального синтеза рассматривается вариант с ионно-пучковым обжатием и нагревом топливных таблеток, как более эффективный, компактный и с гораздо большим физическим ресурсом. Тем не менее, в Ливерморской национальной лаборатории имени Эрнеста Лоуренса с 2013 года более четырёх раз в процессе экспериментов на 192 лазерной установке National Ignition Facility получили энергии больше, чем было затрачено для инициации реакции .
Однако есть мнение, что инерционно-импульсный ТЯРД получится слишком громоздким из-за очень больших циркулирующих в нём мощностей при худших, чем у ТЯРД с магнитным удержанием, удельном импульсе и тяге, что вызвано импульсно-периодическим характером его действия.

Идеологически к ТЯРД на инерционно-импульсном принципе примыкают взрыволёты на термоядерных зарядах.

### ТЯРД с применением антиматерии
На данный момент теоретически существует импульсный ТЯРД с использованием антиматериального вещества (позитронов). Принцип подобного реактивного двигателя похож на принцип двигателя с применением лазера, а именно: свинцовая (перспективный материал[прояснить]) втулка закрытая с 1 стороны, наполненная твёрдым дейтерием и водородом разгоняется по ходовой трубке (это нужно для сохранения низкой температуры в камере подачи), вслед за ней по ходовой трубке отправляется плотный поток позитронов малой длины. После попадания капсулы с позитронами в место сгорания, перед моментом детонирования трубка закрывается, и происходит детонация в камере, уже оттуда вырывается горячая плазма, создавая реактивную тягу.
Российская госкорпорация "Роскосмос", а также РАН на данный момент[когда?] холодно относятся к идеям применения антиматерии в реактивных двигателях.

## Типы реакций и термоядерное топливо
ТЯРД может использовать различные виды термоядерных реакций в зависимости от вида применяемого топлива.
В частности, на настоящее время принципиально осуществимы следующие типы реакций:

### Реакция дейтерий + тритий (Топливо D-T)
2H + 3H = 4He + n при энергетическом выходе 17,6 МэВ
Такая реакция наиболее легко осуществима с точки зрения современных технологий, даёт значительный выход энергии, топливные компоненты относительно дёшевы. Недостаток её — весьма большой выход нежелательной (и бесполезной для прямого создания тяги) нейтронной радиации, уносящей большую часть выходной энергии реакции и, как следствие, резко снижающей КПД двигателя. Тритий радиоактивен, период его полураспада — около 12 лет. То есть долговременное хранение трития невозможно. В то же время, возможно окружить дейтериево-тритиевый реактор оболочкой, содержащей литий: последний, облучаясь нейтронным потоком, превращается в тритий, что в известной степени замыкает топливный цикл, поскольку реактор работает в режиме размножителя (бридера). Таким образом, топливом для D-T-реактора фактически служат дейтерий и литий.

### Реакция дейтерий + гелий-3
2H + 3He = 4He + p. при энергетическом выходе 18,3 МэВ
Условия её достижения значительно сложнее. Гелий-3, кроме того, редкий и чрезвычайно дорогой изотоп. В промышленных масштабах на настоящее время не производится.
Кроме того, что энергетический выход этой реакции выше, чем у D-T-реакции, она имеет следующие дополнительные преимущества:
- Сниженный нейтронный поток (реакцию можно отнести к «безнейтронным»),
- Меньшая масса радиационной защиты,
- Меньшая масса магнитных катушек реактора.

При реакции D-3He в форме нейтронов выделяется всего около 5% мощности (против 80% для D-T). Около 20% выделяется в форме рентгеновского излучения. Вся остальная энергия может быть непосредственно использована для создания реактивной тяги. Таким образом, реакция D-3He намного более перспективна для применения в реакторе ТЯРД.

### Другие виды реакций
Реакция между ядрами дейтерия (D-D, монотопливо)
D + D —> 3He + n при энергетическом выходе 3,3 МэВ, и
D + D —> T + p+ при энергетическом выходе 4 МэВ. Нейтронный выход в этой реакции весьма значителен.
Возможны и некоторые другие типы реакций:
p + 6Li → 4He (1,7 MeV) + 3He (2,3 MeV)
3He + 6Li → 2 4He + p + 16,9 MeV
p + 11B → 3 4He + 8,7 MeV
Нейтронный выход в указанных выше реакциях отсутствует.
Выбор топлива зависит от многих факторов — его доступность и дешевизна, энергетический выход, лёгкость достижения потребных для реакции термоядерного синтеза условий (в первую очередь, температуры), необходимых конструктивных характеристик реактора и прочее. Наиболее перспективны для осуществления ТЯРД так называемые «безнейтронные» реакции, так как порождаемый термоядерным синтезом нейтронный поток (например, в реакции дейтерий-тритий) уносит значительную часть мощности и не может быть использован для создания тяги. Кроме того, нейтронная радиация порождает наведённую радиоактивность в конструкции реактора и корабля, создавая ещё одну опасность для экипажа. Реакция дейтерий-гелий-3 является перспективной в том числе и по причине отсутствия нейтронного выхода.

В настоящее время предложена ещё одна концепция ТЯРД — с использованием малых количеств антиматерии в качестве катализатора термоядерной реакции.